# Tiago Luís
Tiago Luís Martins, mais conhecido simplesmente como Tiago Luís (Ribeirão Preto, 13 de março de 1989) é um ex-futebolista brasileiro que atuava como atacante.

## Carreira
Nascido em Ribeirão Preto (SP) e criado em São Joaquim da Barra (SP), o jogador começou logo cedo, aos dez anos, no Comercial, onde, na categoria de base, disputou campeonatos sub-10, sub-11, sub-12, sendo artilheiro, melhor jogador e jogou duas vezes a Copa São Paulo, sendo vice-campeão em 2006.
Da base do Comercial, partiu para a primeira aventura no Santos e, em seguida, vestiu a camisa do Athletico-PR, voltou para o Leão do Norte e encerrou a formação novamente no Alvinegro Praiano, onde apareceu para o mundo.
Em 2008, foi artilheiro da Copa São Paulo de Futebol Júnior com oito gols marcados, em time que tinha Neymar no banco de reservas. Subiu ao profissional em janeiro de 2008 e com multa rescisória na casa dos US$ 30 milhões, foi alvo do Real Madrid e apontado pelo jornal espanhol Marca como o "Messi brasileiro" em janeiro daquele ano.  Fez sua estreia no time principal no Campeonato Paulista de 2008, com Emerson Leão no comando, e marcou logo em seu primeiro jogo.
Em 2009, foi pouco utilizado no Santos, atuando em duas partidas no Paulista e três no Brasileiro.
Em agosto de 2009, foi emprestado para o União de Leiria, de Portugal, até o fim da temporada 2009/10.
No início de 2011, foi emprestado à Ponte Preta até o final da temporada. Pelo clube, conquistou o acesso à Série A do Brasileiro.
No primeiro semestre de 2012, foi emprestado ao XV de Piracicaba para o Campeonato Paulista. Logo na estreia, marcou um gol de cabeça na derrota para o Ituano, mas no segundo jogo sofreu um estiramento na coxa e ao se recuperar fisicamente, passou a ficar no banco de reservas. Em abril, foi reintegrado à equipe do Santos e em agosto de 2012, foi emprestado ao Bragantino por três meses, onde disputou o Brasileirão da Série B.
Após ser emprestado diversas vezes, foi dispensado em janeiro de 2013, com apenas 29 jogos e 2 gols pelo Santos.
Ainda em janeiro de 2013, acerta para jogar Paulistão pelo Mirassol.
Após o Paulistão, se transferiu para a Chapecoense, onde ficou entre 2013 e 2015 e teve destaque, com mais de 80 jogos e 11 gols e foi um dos nomes do acesso à Série A.
Em fevereiro de 2015, se transferiu para o Joinville. Em julho do mesmo ano, retornou à Chapecoense.
Iniciou 2016 atuando pelo América-MG, onde ficou até julho, atuou em 26 partidas e fez apenas 1 gol.
Ainda em julho de 2016, foi contratado pelo Paysandu, onde se destacou e marcou um golaço de falta diante do Criciúma, pela 19ª rodada da Série B, que segundo o próprio jogador, merecia uma indicação ao Prêmio Puskás. Em 23 partidas pelo clube, fez 6 gols e deu 7 assistências.
No inicio de 2017, foi contratado pelo Goiás. No Esmeraldino, em duas temporadas, fez quase 80 jogos e marcou 13 gols.
Em 2019, foi contratado pelo São Bento para disputar o Paulistão e da Série B. Em abril, retornou ao Paysandu.
Em 2020, passou pelo Rayong FC, da Tailândia, onde não chegou nem a jogar porque teve que operar o menisco e, quando retornou, o campeonato estava paralisado por causa da pandemia. Em junho, assinou pré-contrato com o Al Hamriyah, do Emirados Árabes, porém, um mês depois, o clube resolveu que não contaria mais com estrangeiros e o acordo foi quebrado. Posteriormente, defendeu o Confiança, onde chegou em agosto e atuou em 11 jogos na Série B do Brasileiro.
Em abril de 2021, foi contratado pelo São Bernardo para a disputa da Série A2 do Paulista. Fez apenas quatro jogos pelo Tigre do ABC, não foi titular em nenhum, mas marcou o quarto gol do time na decisão por pênaltis na final do Campeonato Paulista da Série A2, garantindo o título da competição ao time do ABC.
Iniciou 2022 atuando pelo Brasiliense. Em abril do mesmo ano, assinou com o Cascavel para a Série D do Campeonato Brasileiro.
Iniciou 2023 no CEOV Operário-MT, onde marcou dois gols em oito partidas no Campeonato Mato-grossense.
No segundo semestre de 2023, fechou contrato para disputar as ligas Paulista e Nacional de Futevôlei pela Ponte Preta.

## Títulos
América-MG
Campeonato Mineiro: 2016
Goiás EC
Campeonato Goiano: 2017 e 2018
São Bernardo FC
Campeonato Paulista - Série A2: 2021
Brasiliense
Campeonato Brasiliense: 2022

### Conquistas individuais
- Artilheiro da Copa São Paulo de Futebol Júnior: 2008 (8 gols)